# ASP
Active Server Pages (ASP), cunoscut și sub denumirile de Classic ASP sau ASP Classic, a fost primul limbaj de programare server-side al lui Microsoft pentru generarea de pagini web dinamice. Inițial a fost lansat ca un add-on pentru IIS prin Windows NT 4.0 Option Pack, după care a fost inclus ca o componentă gratuită în Windows Server, începând cu versiunea Windows 2000 Server). În prezent a fost depășit de versiunea sa ASP.NET.

## Exemplu de folosire
Orice limbaj de scripting compatibil cu standardul Microsoft Active Scripting poate fi folosit în ASP. Limbajul de programare clasic folosit în ASP este VBScript:
```
<
html
>

<
body
>

```

```
<%
 
Response
.
Write
 
"Salut lume!"
 
%>

```

```
</
body
>

</
html
>

```

sau o formă mai simplă
```
<
html
>

<
body
>

```

```
<%=
 
"Salut lume!"
 
%>

```

```
</
body
>

</
html
>

```

Aceste exemple introduc textul „Salut lume!” în corpul documentului HTML.
Exemplu de conectare la o bază de date Access
```
<%

	
Set
 
oConn
 
=
 
Server
.
CreateObject
(
"ADODB.Connection"
)

	
oConn
.
Open
 
"DRIVER={Microsoft Access Driver (*.mdb)}; DBQ="
 
&
 
Server
.
MapPath
(
"DB.mdb"
)

	
Set
 
rsUsers
 
=
 
Server
.
CreateObject
(
"ADODB.Recordset"
)

	
rsUsers
.
Open
 
"SELECT * FROM Users"
,
 
oConn

%>

```